# Руїна (або життя і трагедія Івана Мазепи)
«Руїна (або життя і трагедія Івана Мазепи)» — історичний роман у віршах  українського письменника Леоніда Горлача.

## Анотація
Роман присвячений складному і трагічному періоду історії України та намаганням гетьмана Івана Мазепи врятувати державну самостійність. Автор скрупульозно дослідив багато історичних джерел, аби подати сучасному читачеві правдивий образ великого європейця.